# Lucas Nahuel Rodríguez
Lucas Nahuel Rodríguez (Buenos Aires; 27 de septiembre de 1993) es un futbolista argentino. Juega de lateral izquierdo en Instituto de la Primera División de Argentina.

## Selección nacional
Fue convocado a la Selección Argentina Sub-20 por Walter Perazzo para integrar el plantel que disputó el Campeonato Sudamericano Sub-20 de 2011 en Perú.
En diciembre de 2012, volvió a ser citado a la selección de Argentina Sub-20, pero esta vez por Marcelo Trobbiani, para disputar el Sudamericano Sub-20 de Argentina en el que la selección formó parte del grupo A junto a Bolivia, Chile, Colombia y Paraguay.

### Participaciones con la selección
| Torneo                                 | Sede      | Resultado     |
| -------------------------------------- | --------- | ------------- |
| Campeonato Sudamericano Sub-20 de 2011 | Perú      | Tercer puesto |
| Campeonato Sudamericano Sub-20 de 2013 | Argentina | Primera fase  |

## Estadísticas
Actualizado al último partido disputado el 2 de agosto de 2023.
| Argentinos Juniors Argentina                                                               | 1.ª                 | 2010-11             | 2   | 0 | 0  | 0 | —  | — | 2   | 0 |
| Argentinos Juniors Argentina                                                               | 1.ª                 | 2011-12             | 1   | 0 | 0  | 0 | 0  | 0 | 1   | 0 |
| Argentinos Juniors Argentina                                                               | 1.ª                 | 2012-13             | 6   | 1 | 0  | 0 | —  | — | 6   | 1 |
| Argentinos Juniors Argentina                                                               | 1.ª                 | 2013-14             | 30  | 0 | 1  | 0 | —  | — | 31  | 0 |
| Argentinos Juniors Argentina                                                               | 2.ª                 | 2014                | 5   | 0 | 0  | 0 | —  | — | 5   | 0 |
| Argentinos Juniors Argentina                                                               | 1.ª                 | 2015                | 4   | 0 | 0  | 0 | —  | — | 4   | 0 |
| Argentinos Juniors Argentina                                                               | 1.ª                 | 2016                | 9   | 0 | 0  | 0 | —  | — | 9   | 0 |
| Argentinos Juniors Argentina                                                               | Total               | Total               | 57  | 1 | 1  | 0 | 0  | 0 | 58  | 1 |
| C.D. Veracruz · México                                                                     | 1.ª                 | 2016-17             | 9   | 0 | 4  | 0 | —  | — | 13  | 0 |
| C.D. Veracruz · México                                                                     | 1.ª                 | 2017-18             | 8   | 0 | 4  | 0 | —  | — | 12  | 0 |
| C.D. Veracruz · México                                                                     | Total               | Total               | 17  | 0 | 8  | 0 | 0  | 0 | 25  | 0 |
| Tigre Argentina                                                                            | 1.ª                 | 2018-19             | 18  | 1 | 3  | 0 | —  | — | 21  | 1 |
| Tigre Argentina                                                                            | 2.ª                 | 2019-20             | 18  | 1 | 3  | 0 | 1  | 0 | 22  | 1 |
| Tigre Argentina                                                                            | Total               | Total               | 36  | 2 | 6  | 0 | 1  | 0 | 43  | 2 |
| Independiente Argentina                                                                    | 1.ª                 | 2020                | 6   | 0 | 2  | 0 | 6  | 0 | 14  | 0 |
| Independiente Argentina                                                                    | 1.ª                 | 2021                | 14  | 0 | 0  | 0 | 4  | 0 | 18  | 0 |
| Independiente Argentina                                                                    | 1.ª                 | 2022                | 24  | 1 | 2  | 0 | 6  | 0 | 32  | 1 |
| Independiente Argentina                                                                    | Total               | Total               | 44  | 1 | 4  | 0 | 16 | 0 | 64  | 1 |
| Rosario Central Argentina                                                                  | 1.ª                 | 2023                | 6   | 0 | 1  | 0 | -  | - | 7   | 0 |
| Rosario Central Argentina                                                                  | Total               | Total               | 6   | 0 | 1  | 0 | 0  | 0 | 7   | 0 |
| Instituto Argentina                                                                        | 1.ª                 | 2023                | 0   | 0 | 0  | 0 | -  | - | 0   | 0 |
| Instituto Argentina                                                                        | Total               | Total               | 0   | 0 | 0  | 0 | 0  | 0 | 0   | 0 |
| Total en su carrera                                                                        | Total en su carrera | Total en su carrera | 160 | 4 | 20 | 0 | 17 | 0 | 197 | 4 |
| (1)Incluye Copa Argentina y Copa México. (2)Incluye Copa Libertadores y Copa Sudamericana. |                     |                     |     |   |    |   |    |   |     |   |

## Palmarés

### Títulos nacionales
| Título         | Club  | País      | Año  |
| -------------- | ----- | --------- | ---- |
| Copa Superliga | Tigre | Argentina | 2019 |